# Tlön
Tlön es un mundo ficticio creado por el escritor argentino Jorge Luis Borges en su relato Tlön, Uqbar, Orbis Tertius, perteneciente al libro Ficciones (1944). En cierto modo, Tlön es un libro de meta-ficción, ya que es presentado dentro del cuento como una ficción creada por una vasta conspiración, y conocido a través de una enciclopedia ficticia llamada "Orbis Tertius". 
De la conspiración para "crear" a Tlön, poco se sabe. Aparentemente, a principios del siglo XVII, en Lucerna o Londres, se creó una sociedad secreta de nombre desconocido, destinada a inventar un país (originalmente, "Uqbar"). Entre sus miembros contó con Johannes Valentinus Andreae, George Berkeley y George Dalgarno. Esta sociedad seudohermética, aparentemente inspirada en los rosacruces y otras sectas similares, reapareció con fuerza en América dos siglos más tarde. El millonario Ezra Buckley propone la creación no de un país, sino de un planeta entero, y plasmar su historia en los tomos de una enorme enciclopedia. En 1914 se termina la Primera Enciclopedia de Tlön (llamada "Orbis Tertius"), y secretamente es enviada a afiliados de todo el mundo. El mundo se entera de tal conspiración posteriormente, cuando en 1937 Borges descubre en un hotel de Adrogué el onceno tomo de "Orbis Tertius", que pertenecía a un ingeniero inglés llamado Herbert Ashe. El tomo rápidamente se hace público, provocando un sinfín de teorías acerca de la naturaleza de la conspiración. El resto de los tomos es descubierto en 1944 en Memphis, Tennessee. El descubrimiento de la enciclopedia entera desencadena prácticamente una revolución cultural, que termina por popularizar la cultura de Tlön. Hacia el final del cuento, Borges conjetura que la misma tierra se convertirá en Tlön en pocas generaciones.

## Cultura de Tlön
La cultura de Tlön es descrita cuidadosamente. Al parecer, todas las disciplinas de Tlön parten de la psicología, así como en la Tierra parten de la filosofía. Los habitantes de Tlön son completamente idealistas; y tienen una noción bastante extraña de la causalidad. Descreen de la Verdad o incluso la Verosimilitud; solo los guía la búsqueda del Asombro. Su actual filosofía es un monismo panteísta, resultado de un breve paso por un intolerable (para las mentes de Tlön) materialismo. Su panteísmo se basa en el postulado —de Spinoza o acaso Schopenhauer— de que todos los hombres, todas las cosas, son partes o extensiones de una misma Entidad.
Las matemáticas de Tlön parecen bastante avanzadas, y dan capital importancia a los números indefinidos y a la geometría. Parecen despreciar la noción de igualdad, quedándose en cambio con las desigualdades. Esto causa que su geometría está más basada en las superficies que en los puntos, a diferencia de nuestra geometría analítica. La matemática también es considerada una rama de la psicología, por lo que resulta natural el axioma de que el hombre que se desplaza altera las formas que lo circundan.
Los lenguajes de Tlön son extraños, idealistas como todo en su cultura. En el hemisferio boreal no existen los sustantivos; las cosas se mencionan a través de verbos y adverbios. En el hemisferio austral, los sustantivos se reemplazan con cadenas descriptivas de adjetivos. Esto hace que existan miles de maneras de designar un determinado objeto, sin que ninguna tenga especial relevancia sobre las otras, y que la calidad poética sea necesaria para la comunicación cotidiana.
La literatura de Tlön se independiza de la noción del autor, ya que todos los hombres son un mismo hombre; análogamente, también todos los libros son el mismo libro. Los libros siempre tratan de variaciones sobre las mismas ideas, viéndolas de distintos ángulos; un libro que no refute sus propias afirmaciones es considerado incompleto y banal. Debido a la naturaleza de sus lenguajes, toda la literatura es poética, y principalmente descriptiva.
Al parecer, la realidad puede ser modificada por la Voluntad en Tlön. Cuando un objeto es buscado intensamente, se encuentra un objeto falso, creado por la intensidad de su búsqueda, y más similar a su imagen mental del objeto que al objeto mismo. Estos objetos irreales son llamados Hronir. En la Tierra, Borges encuentra objetos extraños, de diseño similar a los objetos de Tlön, y creados con materiales desconocidos en la Tierra pero comunes en Tlön. La existencia de estos objetos parece sugerir que también en nuestro mundo es posible crear Hronir. Asimismo, cuando la gente se olvida de las cosas, estas tienden a desaparecer y desdibujarse.

## Influencia
En 2007, Sergio Meier, escritor chileno avezado en el género fantástico, dio vida a su libro La segunda enciclopedia de Tlön, en el cual explora a modo de ucronía la relación de un mundo guiado por las mentes competitivas de Isaac Newton y Gottfried Wilhelm von Leibniz. El libro cuenta con referencias a otros grandes genios de la historia universal, sacados de su contexto temporal para configurar una historia paralela con iluminadas referencias al trabajo de Jorge Luis Borges.